# Miloš Jelínek
Miloš Jelínek (Brno, 10 de marzo de 1947) es un deportista checoslovaco que compitió en ciclismo en la modalidad de pista, especialista en las pruebas de persecución por equipos y tándem.
Ganó dos medallas en el Campeonato Mundial de Ciclismo en Pista, plata en 1976 y bronce en 1965.
Participó en los Juegos Olímpicos de México 1968, ocupando el quinto lugar en la disciplina de persecución por equipos.

## Medallero internacional
| Campeonato Mundial | Campeonato Mundial          | Campeonato Mundial | Campeonato Mundial          |
| Año                | Lugar                       | Medalla            | Competición                 |
| ------------------ | --------------------------- | ------------------ | --------------------------- |
| 1965               | San Sebastián (España)      | Medalla de bronce  | Persecución por equipos (A) |
| 1976               | Monteroni di Lecce (Italia) | Medalla de plata   | Tándem (A)                  |